# Södertälje högre allmänna läroverk
Södertälje högre allmänna läroverk var ett läroverk i Södertälje verksamt från 1905 till 1968.

## Historia
Åtminstone från 1867 fanns en tvåklassig pedagogi i staden, Södertälje pedagogi. Denna ombildades 1905 till en samskola  och 1920 till en realskola  med ett kommunalt gymnasium från 1914.
En ny skolbyggnad tillkom 1912–1913 ritad av Edward Ohlsson.
1929 blev skolan Södertälje högre allmänna läroverk. 1966 kommunaliserades skolan och fick då namnet Rosenborgsgymnasiet, senare Täljegymnasiet.
Studentexamen gavs från omkring 1918 till 1968 och realexamen från omkring 1907 till mitten av 1960-talet.